# Петер Петраш
Петер Петраш е словашки футболист, защитник на Татран Прешов и бивш футболист на българския Левски (София). Роден е 7 май 1979 г. в Търнава.

## Кариера
Петраш започва кариерата си в Дубница, където не записва нито един мач. През 2001 г. подписва с Интер Братислава и изиграва над 100 мача, в които бележи 3 гола. През 2005 г. преминава в Артмедия, с които прави фурор като влиза в групите на Шампионската лига отстранявайки шотландския Селтик. В началото на 2006 г. е продаден на руския Сатурн, където застоява 2 години. През 2009 г. се състезава в Слован Братислава, а през 2010 г. преминава като свободен агент в Левски София. Със „сините“ завършва на 3-то място в първенството като записва 12 мача, в които бележи 2 гола. През лятото на същата година е освободен и преминава в Татран Прешов.
Има и 9 изиграни мача за националния отбор на Словакия.